# ليا أحادية الورقة
ليا أحادية الورقة (الاسم العلمي:Leea unifoliata) هي نوع من النباتات تتبع جنس الليا من الفصيلة الكرمية.